# Kasper Karliński
Kasper Karliński herbu Ostoja (zm. 1590) – starosta olsztyński 1563-1587. 

## Życiorys

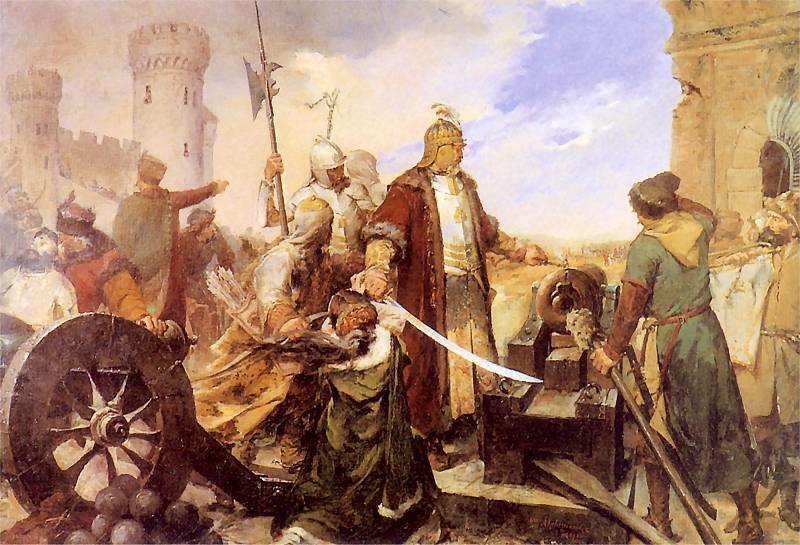
Obrona Olsztyna 1587

Kasper Karliński był synem Abrahama, przeszedł do legendy ze względu na obronę Olsztyna w roku 1587 przed wojskami arcyksięcia austriackiego Maksymiliana Habsburga, pretendenta do tronu polskiego po śmierci Stefana Batorego.
Karliński miał ośmiu synów, z których siedmiu zmarło lub zginęło w wojnach. Do legendy przeszedł kiedy z załogą liczącą 80 żołnierzy bronił Olsztyna przed próbą zdobycia go przez wojska Maksymiliana Habsburga. Najpierw odmówił propozycji Maksymiliana wyniesienia do godności senatora jeżeli podda on olsztyński zamek, potem kilkukrotnie odpierał ataki wojsk austriackich. Widząc że oblężenie zamku nie daje przewidywanego skutku, arcyksiążę Maksymilian najechał – za pomysłem swego poplecznika Stanisława „Diabła” Stadnickiego – na posiadłości Karlińskiego, paląc je i porywając mu 6-letniego syna. Dziecko zostało następnie użyte jako żywa tarcza podczas kolejnego szturmu wojsk Maksymiliana. Kiedy załoga zamku się zawahała, Karliński sam odpalił działo, wymawiając słowa: „Wpierw byłem Polakiem niż ojcem”. Dziecko zginęło na miejscu, wszystkie działa zamkowe ostrzelały następnie atakujących ogniem artylerii i ostatni szturm został odparty. Oblężenie zostało zwinięte, a arcyksiążę Maksymilian ruszył na Kraków. Pogrążony w żalu Karliński odmówił przyjęcia godności i zaszczytów, niedługo potem umarł. Wydarzenia te znalazły swój wyraz w twórczości m.in. Aleksandra Fredry (sztuka Obrona Olsztyna), Władysława Syrokomli czy Władysława Bełzy.
Ku pamięci postaci Kaspra Karlińskiego odbywa się coroczny Rajd Śladami Kacpra oraz od roku 2008 Turniej o szablę Kacpra Karlińskiego.